# Marcin Burkhardt
Marcin Burkhardt (ur. 25 września 1983 w Elblągu) – polski piłkarz, grający na pozycji środkowego obrońcy i środkowego pomocnika w klubie Grom Warszawa. Reprezentant Polski, trener i działacz, pełnił również funkcję dyrektora sportowego Pogoni Siedlce.

## Kariera klubowa
Marcin Burkhardt piłkarską karierę rozpoczynał w Olimpii Poznań. Jako junior grał również w SKS 13 Poznań. Przed sezonem 2001/2002 trafił do Amiki Wronki. 16 września 2001 roku, dziewięć dni przed swoimi 18 urodzinami, zadebiutował w Ekstraklasie w zremisowanym 1:1 spotkaniu z Dyskobolią Grodzisk Wielkopolski, w którym na boisku pojawił się w 67 minucie za Mariusza Kukiełkę. Do końca rozgrywek ligowych, w których Amica zajęła trzecie miejsce, Burkhardt zagrał w ośmiu innych pojedynkach. W kolejnym sezonie stał się podstawowym zawodnikiem swojego zespołu, z którym grał w Pucharze UEFA (wystąpił w sześciu meczach w których zdobył trzy gole). Przez następne dwa lata nadal regularnie występował w pierwszej jedenastce.
Latem 2005 roku Burkhardt został przesunięty do rezerw Amiki za picie alkoholu w czasie przedsezonowego zgrupowania. Spowodowało to, że został wypożyczony do Legii Warszawa. W sezonie 2005/2006 należał do najlepszych graczy stołecznej drużyny, toteż w kwietniu 2006 roku działacze Legii definitywnie wykupili go z Amiki (za kwotę 650.000 €, która przez ponad dwa miesiące – do czasu zakupu Miroslava Radovicia – była najwyższą w historii klubu). W następnych rozgrywkach utracił miejsce w podstawowej jedenastce i zagrał w 12 meczach ligowych. W sezonie 2007/2008 zdobył z Legią Puchar Polski.
31 marca 2008 roku Burkhardt przeszedł do szwedzkiego IFK Norrköping, gdzie był podstawowym zawodnikiem. W sierpniu 2009 roku podpisał trzyletni kontrakt z Metalistem Charków. Po rozegraniu siedmiu meczów w ukraińskim klubie, w lutym 2010 roku został wypożyczony na pół roku do Jagiellonii Białystok. Zadebiutował w niej w wygranym spotkaniu ze Śląskiem Wrocław, w którym na boisku pojawił się w 77. minucie za Tomasza Frankowskiego. Wraz z Jagiellonią w sezonie 2009/2010 zdobył Puchar Polski, a w finałowym pojedynku z Pogonią Szczecin zagrał przez ostatnie 24. minuty. Pod koniec maja 2010 roku białostocki klub przedłużył wypożyczenia Burkhardta o kolejne pół roku.
W styczniu 2011 roku Burkhardt podpisał trzyletni kontrakt z Jagiellonią Białystok. W czerwcu 2012 roku Marcin Burkhardt rozwiązał za porozumieniem stron kontrakt z białostockim klubem. W lipcu 2012 roku wyjechał na testy do azerskiego klubu Simurq Zaqatala, po czym podpisał kontrakt z klubem i zadebiutował w nim w sierpniu 2012 roku w sezonie 2012/2013 rozgrywek Premyer Liqa. Wraz z nim od tego czasu do 2013 w klubie występował inny Polak, Dawid Pietrzkiewicz. W rundzie zasadniczej sezonu Burkhardt wystąpił w 16 meczach strzelając cztery gole.
14 października 2013 roku podpisał dwuletni kontrakt z Miedzią Legnica. W czerwcu 2014 klub z Legnicy skorzystał z klauzuli umożliwiającej rozwiązanie kontraktu z Burkhardtem. We wrześniu 2014 roku Burkhardt został zawodnikiem bułgarskiego klubu Czerno More Warna grającego w A PFG. Na początku stycznia 2016 rozwiązał kontrakt z tym klubem. W marcu 2016 związał się umową z beniaminkiem drugiej ligi norweskiej Ullensaker/Kisa IL, w którym występował wówczas także inny Polak Michał Pawlik wypożyczony z Jagiellonii.
28 lipca 2016 roku Burkhardt podpisał kontrakt, z występującą w I lidze Pogonią Siedlce. Rundę wiosenną sezonu 2017/18 spędził jako zawodnik III-ligowego Motoru Lublin. W sezonie 2018/19 grał w III-ligowej Legionovii Legionowo, z którą wywalczył awans do II ligi. Następnie reprezentował barwy Gryfa Wejherowo. W sierpniu 2020 roku ponownie związał się z Pogonią Siedlce, obejmując stanowiska: trenera drugiej drużyny i dyrektora sportowego.
Od kwietnia 2022 roku jest zawodnikiem KTS Weszło występującego wówczas w grupie Warszawa I mazowieckiej klasie okręgowej, a od sezonu 2022/2023 w V lidze.

## Kariera reprezentacyjna
Marcin Burkhardt w reprezentacji Polski zadebiutował 14 lutego 2003 w spotkaniu z Macedonią, w którym na boisku pojawił się na początku drugiej połowy za Rafała Lasockiego. Łącznie w barwach państwowych rozegrał dziesięć meczów. Jedynego gola strzelił 11 grudnia 2003 w towarzyskim pojedynku z Maltą. Ostatni raz w wystąpił w kwietniu 2005.
| Mecze i gole w reprezentacji | Mecze i gole w reprezentacji | Mecze i gole w reprezentacji | Mecze i gole w reprezentacji | Mecze i gole w reprezentacji | Mecze i gole w reprezentacji | Mecze i gole w reprezentacji | Mecze i gole w reprezentacji |
| #                            | Data                         | Miasto                       | Przeciwnik                   | Wynik                        | Rozgrywki                    | Grał                         | Uwagi                        |
| ---------------------------- | ---------------------------- | ---------------------------- | ---------------------------- | ---------------------------- | ---------------------------- | ---------------------------- | ---------------------------- |
| 1.                           | 14 lutego 2003               | Split                        | Macedonia Północna           | 3-0                          | towarzyski                   | od 46'                       |                              |
| 2.                           | 2 kwietnia 2003              | Ostrowiec Świętokrzyski      | San Marino                   | 5-0                          | elim. Euro 2004              | 90'                          |                              |
| 3.                           | 6 czerwca 2003               | Poznań                       | Kazachstan                   | 3-0                          | towarzyski                   | od 46'                       |                              |
| 4.                           | 11 czerwca 2003              | Solna                        | Szwecja                      | 0-3                          | elim. Euro 2004              | od 77'                       |                              |
| 5.                           | 11 grudnia 2003              | Ta’ Qali                     | Malta                        | 4-0                          | towarzyski                   | od 65'                       | Gol                          |
| 6.                           | 14 grudnia 2003              | Ta’ Qali                     | Litwa                        | 3-1                          | towarzyski                   | od 63'                       |                              |
| 7.                           | 18 lutego 2004               | San Fernando                 | Słowenia                     | 2-0                          | towarzyski                   | od 89'                       |                              |
| 8.                           | 21 lutego 2004               | San Fernando                 | Wyspy Owcze                  | 6-0                          | towarzyski                   | 90'                          | Żółta kartka                 |
| 9.                           | 12 lipca 2004                | Chicago                      | Stany Zjednoczone            | 1-1                          | towarzyski                   | 90'                          |                              |
| 10.                          | 28 kwietnia 2005             | Chicago                      | Meksyk                       | 1-1                          | towarzyski                   | od 44'                       |                              |

## Sukcesy
- Legia Warszawa

Ekstraklasa: 2005–06
Puchar Polski (1): 2007–08
- Jagiellonia Białystok

Puchar Polski (1): 2009–10
Superpuchar Ekstraklasy S.A. (1): 2010
- Czerno More Warna

Puchar Bułgarii (1): 2014–15

## Życie prywatne
Syn Jacka i brat Filipa – także piłkarzy.